# Molgula bisinus
Molgula bisinus är en sjöpungsart som beskrevs av Monniot 1989. Molgula bisinus ingår i släktet Molgula och familjen kulsjöpungar. Inga underarter finns listade i Catalogue of Life.